# Windfelner Bach
Der Windfelner Bach ist ein Fließgewässer in der bergischen Großstadt Solingen. Er ist ein westlicher und orographisch rechter Nebenfluss der Wupper, der nach der Hofschaft Windfeln benannt ist. Sein tiefes Bachtal wird durch die Windfelner Brücke überspannt.

## Geographie
Der Windfelner Bach entspringt in einem kleinen Feuchtgebiet in der Hofschaft Eick, die nordöstlich der Krahenhöhe in einem Taleinschnitt liegt. Von dort aus verläuft der Bach parallel zur Bundesstraße 229, der Remscheider Straße, in östliche Richtung. Er passiert südlich die namensgebende Hofschaft Windfeln, bevor die Bundesstraße und das von ihm gebildete Windfelner Bachtal durch die 40 Meter hohe Windfelner Brücke überspannt wird, über welche die Bahnlinie von Remscheid nach Solingen verläuft. Bei der Ortslage Felsenkeller unterquert der Bach auf kurzem Stück unterirdisch eine Talschlinge der Remscheider Straße genannten Bundesstraße, ehe er westlich von Grunenburg wieder an die Oberfläche tritt. Er nimmt das Wasser aus dem von Südwesten kommenden Grunenburger Bach auf, passiert das Fachwerkensemble in der Hofschaft Grunenburg und mündet schließlich von rechts in die Wupper.
Die Länge des Bachs wird mit knapp 1,4 Kilometern angegeben. Er entwässert die Krahenhöhe, einen der Höhenzüge des Solinger Höhenrückens, in Richtung Wupper.

## Geschichte
Der Windfelner Bach wurde in den 1990er Jahren bei einem Ölunfall kontaminiert und anschließend saniert. Bei Gewässerproben Anfang der 2010er Jahre konnten keine Ölrückstände mehr festgestellt werden.
Das Windfelner Bachtal wurde 2006 in seinem vollständigen Verlauf von der Quelle bis zur Mündung als Teil des Landschaftsschutzgebietes Wupperengtal im Solinger Landschaftsplan erfasst. Eine Brachfläche bei Windfeln in unmittelbarer Nähe zum Bach soll als Biotopfläche entwickelt werden und ist ebenfalls im Landschaftsplan erfasst.